# Демидов сад
Демидов сад — историческая территория, располагавшаяся в Санкт-Петербурге между нынешней улицей Декабристов и рекой Мойкой, вход в Демидов сад располагался между нынешней улицей Декабристов 37 и 39. С конца XVIII до начала XX веков на территории сада устраивались разного рода мероприятия и театральные представления. Незадолго до революции тут был построен парк развлечений с первой в России американской горкой. Сегодня на территории бывшего сада располагается площадь, открытый стадион и парковки.

## История
В XVIII веке территория будущего Демидово сада была частью владений Льва Александровича Нарышкина, обер-штатмейстера Екатерины II, где он устроил собственный сад. На территории сада барон Ванжура, поддиректор Императорских театров устроил так называемый «Воксал в Нарышкином саду», где каждую среду и воскресение устраивались мероприятия или маскарады с танцами. На территории был возведён открытый театр, где зажигали фейерверки и устраивали пантомимы. За вход требовалось платить один рубль. После смерти Нарышкина, его особняк и сад менял собственников несколько раз.  

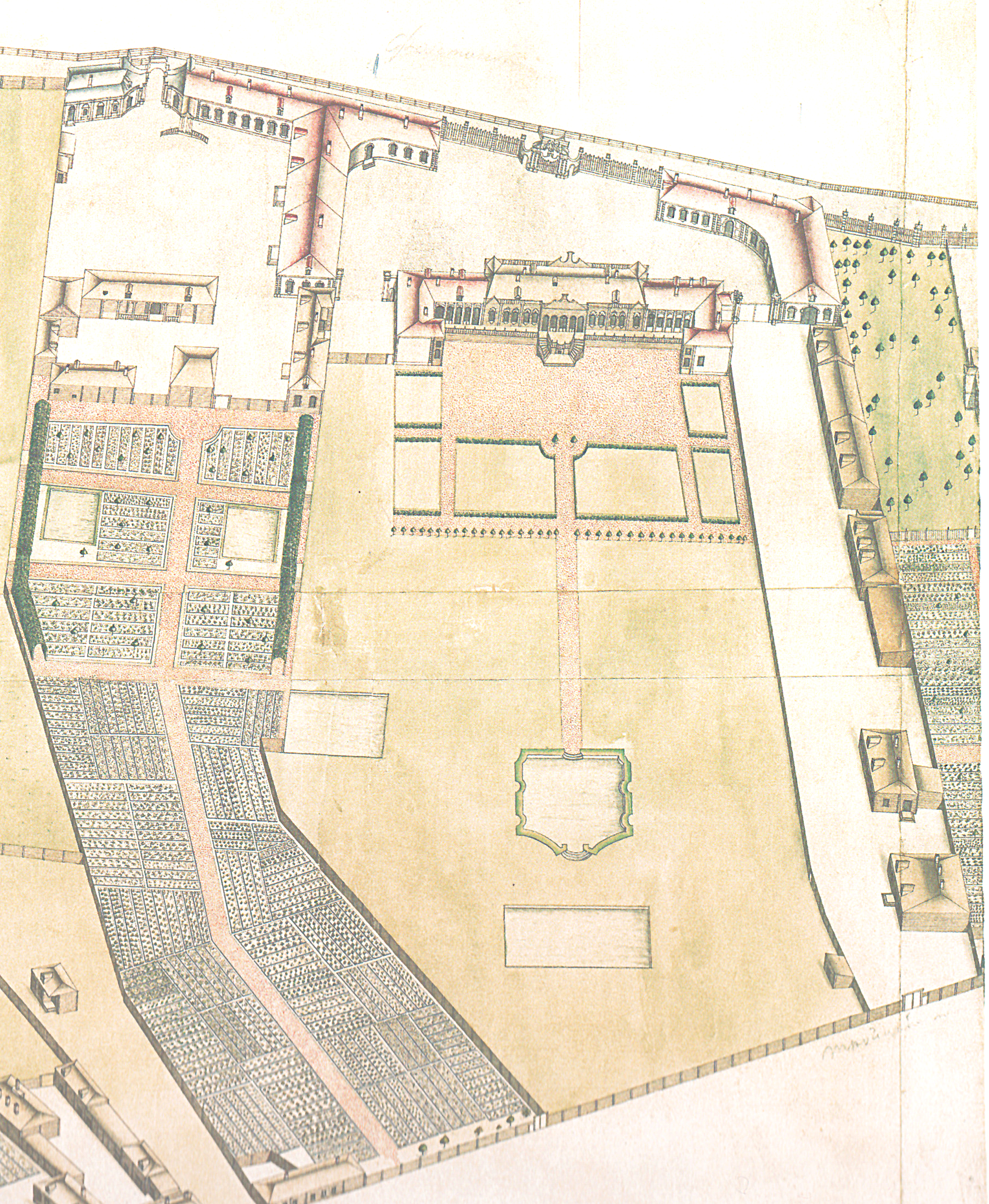
Территория усадьбы и сада Нарышкина в Аксонометрическом плане Петербурга второй половины XVIII века

В 1830-е годы участок приобрёл промышленник и меценат Александр Николаевич Демидов. Весной 1864 года часть территории с выходом на Офицерскую улицу арендовал антрепренер В. Н. Егарев, где устроил сад отдыха «Русский семейный сад» и в народе прозванный «Демидроном» или «Демидовым садом». С 1 мая там устраивались представления на летней сцене. В 1879 году на территории сада был открыт зимний кафешантан «Фоли-Бержер», в 1882 году по адресу Офицерской ул., 35 было построено двухэтажное здание в стиле неоренессанс — Зимний театр. В середине 1880-х годов Егарев из-за убытков продал территорию с торгов, его приобрела бывшая артистка оперетты Вера Александровна Линская-Неметти. Она снесла старое деревянное здание театра и вместо него построила два театра — летний и зимний. Летний театр или «Театр Неметти» представлял собой открытую сцену, где летом выступали эстрадные артисты, чтецы и песенники. Зимний театр представлял собой крытое каменное здание, внутри которого давали представления зимой. Там давали как правило драматические и опереточные спектакли комика С. К. Ленни. В 1882 году театр сгорел, но его восстановили в том же году.
В 1893 году по проекту Виктора Шрётера для артистов были построены каменные пристройки, в 1894 году по его же проекту вход в «сад Неметти» украсила арка. В 1898 году театр был арендован «Русским драматическим театром» Александра Амфитеатрова. В 1900 году театр приобрела Елизавета Шабельская-Борк, где начала выступать её труппа. С 1906 по 1909 года на территории сада работал Драматический театр В. Ф. Комиссаржевской, его главным режиссёром был Всеволод Мейерхольд. По его инициативе и Комиссаржевской — помещения театра было реконструировано в античном стиле, были сняты лепные украшения и бархатная обивка, установлены жёсткие стулья. Был также установлен театральный занавес в образе элизия с колоннами античного храма, созданный художником Л. С. Бакстом. После ссоры Мейерхольда и Комиссаржевской, актриса передала театр своему брату Комиссаржевскому, в 1909 году он вместе с Евреиновым организовал «Веселый театр для пожилых детей», несмотря на свой успех, театр просуществовал недолго. Вплоть до революции в здании театра выступала труппа Незлобина.

### Луна-Парк
В мае 1912 году предпринимателем  А. С. Ялышевым — татарином, купцом первой гильдии и почётным гражданином на территории бывшего Демидова сада был открыт луна-парк. Это было первое подобное заведение в Российской империи, на его строительство было потрачено около 500 тысяч рублей. Парк аттракционов пользовался большим успехом, в год его посещали примерно 300 тысяч человек. Плата за вход составляла от полутра до двух рублей на человека, что было дорого по меркам того времени, но не сказывалось на популярности парка. Вход в парк аттракционов был украшен широкими воротами с аркой и ионическими колоннами по проекту художника-архитектора Андрея Вайтенса. Он также создал деревянные павильоны для парка.
На территории парка располагалось несколько аттракционов, самый примечательный из которых — американские горки, стилизованные в форме горы, самые первые в Российской империи и спроектированные английской фирмой.
На горках в том числе катался Александр Блок, по его же подсчётам спустившийся с высоких холмов более 80 раз. Также на территории стояло чёртово колесо, пьяная лестница и другие аттракционы малых размеров. На территории Луна-Парка также располагался человеческий зоопарк — деревня сомалийцев. Несколько десятков африканцев, наряженных в свои народные костюмы на потеху публике танцевали, устраивали импровизированные бои на копьях, а в остальное время занимались домашними делами у своих хижин.
Луна-Парк работал во время первой мировой войны, но с августа 1915 по весну 1916 годов здесь была устроена военно-автомобильная рота и часть павильонов была снесена. В 1915 году ресторан сгорел и на его месте было выстроено каменное здание с концертным залом. В 1917 году на территории парка, на сцене его театра-оперетты состоялась премьера оперетты Имре Кальмана «Сильва». В тот период на территории парка также работали два кинотеатра — «Дона Глория» и «Глория», варьете и  мюзик-холл.

#### Ресторан
На территории парка также располагалось одноэтажное здание летнего ресторана в стиле ампир по проекту Николая Кишкинаю. Ресторан стоял за зданием театра «Летний фарс», пристроенного в 1912 году к садовому фасаду зимнего театра. Здесь в 1913 году выступал Маяковский.

Одноимённый ресторан, чьим владельцем был Г.Г.Елисеев стал целью для критики из-за завышенных цен блюд, ограниченного набора напитков, лишь выпускавшихся самим Елисеевым. Подававшаяся еда там была сомнительного качества и часто остывшая. Официанты выделялись отсутствием дисциплинированности. 
|                                                                          |  |  |  |
| американские горки луна-парка, деревня сомали и здание летнего ресторана |  |  |  |

### После революции
После революции Луна-Парк был национализирован и сразу же пришёл в упадок и запустение. В апреле 1918 года территорию луна-парка передали в ведение Коломенского совета рабочих и солдатских депутатов. Территория парка пришла в запустение и все его постройки решили сломать. На территории бывшего парка был организован стадион Института физической культуры им. Лесгафта.
Некоторое время после революции продолжал работать драматический театр бывшего Луна-парка, где Мейерхольд организовал «Рабочий театр 2-го Коломенского района», но представления не пользовались успехом и театр был закрыт в годы гражданской войны. Оставшиеся постройки ветшали, в 1933 году театр разобрали и ограду бывшего Луна-парка разобрали.
На данный момент на территории бывшего сада и луна-парка располагается стадион университета им. Лесгафта. В 2007 году на территории южной части бывшего Демидова сада построили концертный зал Мариинского театра и площадь перед ней, площадь стадиона была уменьшена.  